# Danh sách bài hát thu âm bởi Lệ Quyên
Nữ ca sĩ Lệ Quyên từng thu âm các bài hát cho 6 album phòng thu, 9 album biên tập, 6 album video và 2 album nhạc phim. Cô bắt đầu sự nghiệp của mình bằng album nhạc nhẹ đầu tay Giấc mơ có thật.
Cho đến thời điểm hiện tại, những album như Giấc mơ có thật, Lệ Quyên Acoustic, Khúc tình xưa là những album mang màu sắc riêng biệt nhất của Lệ Quyên.

## Danh sách bài hát
| † | Phát hành dưới dạng CD              |
| ‡ | Bài hát được độc quyền bởi Lệ Quyên |

| Bài hát                                                                                           | Nghệ sĩ                                                                                              | Sáng tác | Album                                                                     | Năm  | Nguồn |
| ------------------------------------------------------------------------------------------------- | --- | --- | ------------------------------------------------------------------------- | ---- | ----- |
| "Giấc mơ có thật"                                                                                 | Lệ Quyên                                                                                             | Nhạc ngoại, lời Việt: Tường Văn | Giấc mơ có thật                                                           | 2004 |       |
| "Trăng chiều"                                                                                     | Lệ Quyên                                                                                             | Võ Thiện Thanh | Giấc mơ có thật                                                           | 2004 |       |
| "Tim em là của anh"                                                                               | Lệ Quyên                                                                                             | Quốc An | Giấc mơ có thật                                                           | 2004 |       |
| "Hãy trả lời em"                                                                                  | Lệ Quyên                                                                                             | Tuấn Nghĩa | Giấc mơ có thật                                                           | 2004 |       |
| "Thôi đừng chiêm bao"                                                                             | Lệ Quyên                                                                                             | Tường Văn | Giấc mơ có thật                                                           | 2004 |       |
| "Về bên em"                                                                                       | Lệ Quyên                                                                                             | Nhạc ngoại, lời Việt: Trung Dũng | Giấc mơ có thật                                                           | 2004 |       |
| "Tình là thế"                                                                                     | Lệ Quyên                                                                                             | Quốc An | Giấc mơ có thật                                                           | 2004 |       |
| "Quên một cuộc tình"                                                                              | Lệ Quyên                                                                                             | Lê Quang | Giấc mơ có thật                                                           | 2004 |       |
| "Thu xa"                                                                                          | Lệ Quyên                                                                                             | Tường Văn | Giấc mơ có thật                                                           | 2004 |       |
| "Phút giây hạnh phúc"                                                                             | Lệ Quyên                                                                                             | Nhạc ngoại, lời Việt: Bùi Thắng | Giấc mơ có thật                                                           | 2004 |       |
| "Xua tan niềm dau"                                                                                | Lệ Quyên                                                                                             | Tường Văn | Lời yêu còn mãi                                                           | 2006 |       |
| "Quay về với em"                                                                                  | Lệ Quyên                                                                                             | Nhạc ngoại, lời Việt: Duy Linh | Lời yêu còn mãi                                                           | 2006 |       |
| "Chỉ muốn yêu em"                                                                                 | Lệ Quyên                                                                                             | Tuấn Nghĩa | Lời yêu còn mãi                                                           | 2006 |       |
| "Tình theo ngọn gió"                                                                              | Lệ Quyên                                                                                             | Tường Văn | Lời yêu còn mãi                                                           | 2006 |       |
| "Quay lại từ đầu"                                                                                 | Lệ Quyên                                                                                             | Trương Lê Sơn | Lời yêu còn mãi                                                           | 2006 |       |
| "Thêm một lần nữa"                                                                                | Lệ Quyên                                                                                             | Đức Huy | Lời yêu còn mãi                                                           | 2006 |       |
| "Một người em yêu"                                                                                | Lệ Quyên                                                                                             | Tường Văn | Lời yêu còn mãi                                                           | 2006 |       |
| "Chờ bước anh quay về"                                                                            | Lệ Quyên                                                                                             | Thái Hùng | Lời yêu còn mãi                                                           | 2006 |       |
| "Ngày mai bên nhau"                                                                               | Lệ Quyên                                                                                             | Duy Linh | Lời yêu còn mãi                                                           | 2006 |       |
| "Sao anh không về bên em"                                                                         | Lệ Quyên                                                                                             | Sỹ Phượng | Lời yêu còn mãi                                                           | 2006 |       |
| "Nếu như ngày đó"                                                                                 | Lệ Quyên                                                                                             | Hoàng Nhã | Nếu như ngày đó                                                           | 2009 |       |
| "Lầm lỡ"                                                                                          | Lệ Quyên                                                                                             | Lê Anh Dũng | Nếu như ngày đó                                                           | 2009 |       |
| "Lần cuối"                                                                                        | Lệ Quyên                                                                                             | Hà Quang Minh | Nếu như ngày đó                                                           | 2009 |       |
| "Tha thứ cho em"                                                                                  | Lệ Quyên                                                                                             | Trương Lê Sơn | Nếu như ngày đó                                                           | 2009 |       |
| "Khóc thầm đêm mưa"                                                                               | Lệ Quyên                                                                                             | Tuấn Nghĩa | Nếu như ngày đó                                                           | 2009 |       |
| "Lãng mạn trên đồi"                                                                               | Lệ Quyên                                                                                             | Từ Huy | Nếu như ngày đó                                                           | 2009 |       |
| "Đắng cay lời cuối"                                                                               | Lệ Quyên                                                                                             | Minh Nhiên | Nếu như ngày đó                                                           | 2009 |       |
| "Rồi một mai"                                                                                     | Lệ Quyên                                                                                             | Tường Văn | Nếu như ngày đó                                                           | 2009 |       |
| "Yêu là yêu"                                                                                      | Lệ Quyên                                                                                             | Trương Lê Sơn | Nếu như ngày đó                                                           | 2009 |       |
| "Tình không là mơ"                                                                                | Lệ Quyên                                                                                             | Quang Mẫn | Nếu như ngày đó                                                           | 2009 |       |
| "Để nhớ một thời ta đã yêu"                                                                       | Lệ Quyên                                                                                             | Thái Thịnh | Để nhớ một thời ta đã yêu                                                 | 2011 |       |
| "Nỗi đau ngự trị"                                                                                 | Lệ Quyên                                                                                             | Lương Bằng Quang | Để nhớ một thời ta đã yêu                                                 | 2011 |       |
| "Vẫn biết là nhung nhớ"                                                                           | Lệ Quyên                                                                                             | Hà Quang Minh | Để nhớ một thời ta đã yêu                                                 | 2011 |       |
| "Tìm lại lần nữa"                                                                                 | Lệ Quyên                                                                                             | Võ Quốc Việt | Để nhớ một thời ta đã yêu                                                 | 2011 |       |
| "Ngôi sao nhỏ"                                                                                    | Lệ Quyên                                                                                             | Tường Văn | Để nhớ một thời ta đã yêu                                                 | 2011 |       |
| "Hãy để em ra đi"                                                                                 | Lệ Quyên                                                                                             | Vĩnh Tâm | Để nhớ một thời ta đã yêu                                                 | 2011 |       |
| "Biết đến bao giờ"                                                                                | Lệ Quyên                                                                                             | Tường Văn | Để nhớ một thời ta đã yêu                                                 | 2011 |       |
| "Xin hãy cho quên"                                                                                | Lệ Quyên                                                                                             | Hà Quang Minh | Để nhớ một thời ta đã yêu                                                 | 2011 |       |
| "Hãy yêu thật lòng"                                                                               | Lệ Quyên                                                                                             | A.Tuân | Để nhớ một thời ta đã yêu                                                 | 2011 |       |
| "Con tim dại khờ"                                                                                 | Lệ Quyên                                                                                             | Hoàng Nhã | Con tim dại khờ                                                           | 2013 |       |
| "Quá muộn màng"                                                                                   | Lệ Quyên                                                                                             | Trương Lê Sơn | Con tim dại khờ                                                           | 2013 |       |
| "Nếu em được chọn lựa"                                                                            | Lệ Quyên                                                                                             | Thái Thịnh | Con tim dại khờ                                                           | 2013 |       |
| "Người tình"                                                                                      | Lệ Quyên                                                                                             | Quỳnh Anh | Con tim dại khờ                                                           | 2013 |       |
| "Ta đã từng yêu"                                                                                  | Lệ Quyên                                                                                             | Thái Thịnh | Con tim dại khờ                                                           | 2013 |       |
| "Yêu thương giờ là quá khứ"                                                                       | Lệ Quyên                                                                                             | Hoàng Nhã | Con tim dại khờ                                                           | 2013 |       |
| "Giây phút cuối"                                                                                  | Lệ Quyên                                                                                             | Hoàng Nhã | Con tim dại khờ                                                           | 2013 |       |
| "Chôn giấu một tình yêu"                                                                          | Lệ Quyên (hợp tác cùng Hồ Ngọc Hà)                                                                   | Lương Bằng Quang | Con tim dại khờ                                                           | 2013 |       |
| "Mãi mãi bên em"                                                                                  | Lệ Quyên                                                                                             | Jimmy Nguyễn | Acoustic                                                                  | 2009 |       |
| "Mưa ngâu"                                                                                        | Lệ Quyên                                                                                             | Thanh Tùng | Acoustic                                                                  | 2009 |       |
| "Giấc mơ mùa thu                                                                                  | Lệ Quyên                                                                                             | Võ Thiện Thanh | Acoustic                                                                  | 2009 |       |
| "Nếu xa nhau"                                                                                     | Lệ Quyên                                                                                             | Đức Huy | Acoustic                                                                  | 2009 |       |
| "Tinh khôi một ngày"                                                                              | Lệ Quyên                                                                                             | Lê Thanh Long | Acoustic                                                                  | 2009 |       |
| "Nỗi nhớ mùa đông"                                                                                | Lệ Quyên                                                                                             | Phú Quang | Acoustic                                                                  | 2009 |       |
| "Chân tình"                                                                                       | Lệ Quyên                                                                                             | Trần Lê Quỳnh | Acoustic                                                                  | 2009 |       |
| "Xa rồi tuổi thơ"                                                                                 | Lệ Quyên                                                                                             | Ngọc Lễ | Acoustic                                                                  | 2009 |       |
| "Mưa nửa đêm"                                                                                     | Lệ Quyên                                                                                             | Trúc Phương | Khúc tình xưa                                                             | 2010 |       |
| "Tình lỡ"                                                                                         | Lệ Quyên                                                                                             | Thanh Bình | Khúc tình xưa                                                             | 2010 |       |
| "Sầu lẻ bóng"                                                                                     | Lệ Quyên                                                                                             | Anh Bằng | Khúc tình xưa                                                             | 2010 |       |
| "Buồn"                                                                                            | Lệ Quyên                                                                                             | Y Vân | Khúc tình xưa                                                             | 2010 |       |
| "Đồi thông hai mộ"                                                                                | Lệ Quyên                                                                                             | Hồng Vân | Khúc tình xưa                                                             | 2010 |       |
| "Chiếc lá cuối cùng (Version 2)"                                                                  | Lệ Quyên                                                                                             | Tuấn Khanh | Khúc tình xưa                                                             | 2010 |       |
| "Ảo ảnh"                                                                                          | Lệ Quyên                                                                                             | Y Vân | Khúc tình xưa                                                             | 2010 |       |
| "Em về kẻo mưa"                                                                                   | Lệ Quyên                                                                                             | Anh Bằng | Khúc tình xưa                                                             | 2010 |       |
| "Tình đời"                                                                                        | Lệ Quyên                                                                                             | Minh Kỳ | Khúc tình xưa                                                             | 2010 |       |
| "Hàn Mạc Tử"                                                                                      | Lệ Quyên                                                                                             | Trần Thiện Thanh | Khúc tình xưa                                                             | 2010 |       |
| "Mùa đông của anh"                                                                                | Lệ Quyên                                                                                             | Trần Thiện Thanh | Khúc tình xưa                                                             | 2010 |       |
| "Ngọn Trúc Đào"                                                                                   | Lệ Quyên                                                                                             | Anh Bằng | Khúc tình xưa                                                             | 2010 |       |
| "Trả lại thời gian"                                                                               | Lệ Quyên                                                                                             | Thanh Sơn | Khúc tình xưa 2 - Trả lại thời gian                                       | 2011 |       |
| "Sầu tím thiệp hồng"                                                                              | Lệ Quyên (hợp tác cùng Quang Lê)                                                                     | Minh Kỳ & Hoài Linh | Khúc tình xưa 2 - Trả lại thời gian                                       | 2011 |       |
| "Ai khổ vì ai"                                                                                    | Lệ Quyên                                                                                             | Thương Linh | Khúc tình xưa 2 - Trả lại thời gian                                       | 2011 |       |
| "Sang ngang"                                                                                      | Lệ Quyên                                                                                             | Đỗ Lễ | Khúc tình xưa 2 - Trả lại thời gian                                       | 2011 |       |
| "Sao em nỡ vô tình"                                                                               | Lệ Quyên                                                                                             | Nguyễn Hữu Sáng | Khúc tình xưa 2 - Trả lại thời gian                                       | 2011 |       |
| "Chờ người"                                                                                       | Lệ Quyên                                                                                             | Khánh Băng | Khúc tình xưa 2 - Trả lại thời gian                                       | 2011 |       |
| "Mưa rừng"                                                                                        | Lệ Quyên                                                                                             | Huỳnh Anh | Khúc tình xưa 2 - Trả lại thời gian                                       | 2011 |       |
| "Nửa đêm ngoài phố"                                                                               | Lệ Quyên                                                                                             | Trúc Phương | Khúc tình xưa 2 - Trả lại thời gian                                       | 2011 |       |
| "Nếu anh đừng hẹn (Lỡ yêu rồi)"                                                                   | Lệ Quyên                                                                                             | Lê Dinh | Khúc tình xưa 2 - Trả lại thời gian                                       | 2011 |       |
| "Vết thương cuối cùng"                                                                            | Lệ Quyên                                                                                             | Nguyễn Văn Để | Khúc tình xưa 2 - Trả lại thời gian                                       | 2011 |       |
| "Không giờ rồi"                                                                                   | Lệ Quyên                                                                                             | Vinh Sử | Khúc tình xưa 2 - Trả lại thời gian                                       | 2011 |       |
| "Hoa nở về đêm"                                                                                   | Lệ Quyên                                                                                             | Trần Thiện Thanh & Mạnh Phát | Khúc tình xưa 3 - Đêm tâm sự                                              | 2015 |       |
| "Đêm tâm sự"                                                                                      | Lệ Quyên (hợp tác cùng Thái Châu)                                                                    | Trúc Phương | Khúc tình xưa 3 - Đêm tâm sự                                              | 2015 |       |
| "Chuyến tàu hoàng hôn"                                                                            | Lệ Quyên                                                                                             | Minh Kỳ & Hoài Linh | Khúc tình xưa 3 - Đêm tâm sự                                              | 2015 |       |
| "Sương lạnh chiều đông"                                                                           | Lệ Quyên                                                                                             | Mạnh Phát | Khúc tình xưa 3 - Đêm tâm sự                                              | 2015 |       |
| "Kiếp cầm ca"                                                                                     | Lệ Quyên                                                                                             | Huỳnh Anh | Khúc tình xưa 3 - Đêm tâm sự                                              | 2015 |       |
| "Chiều cuối tuần"                                                                                 | Lệ Quyên                                                                                             | Trúc Phương | Khúc tình xưa 3 - Đêm tâm sự                                              | 2015 |       |
| "Ai cho tôi tình yêu"                                                                             | Lệ Quyên                                                                                             | Trúc Phương | Khúc tình xưa 3 - Đêm tâm sự                                              | 2015 |       |
| "Câu chuyện đầu năm"                                                                              | Lệ Quyên                                                                                             | Hoài An | Khúc tình xưa 3 - Đêm tâm sự                                              | 2015 |       |
| "Người ngoài phố"                                                                                 | Lệ Quyên                                                                                             | Anh Việt Thu | Khúc tình xưa 3 - Đêm tâm sự                                              | 2015 |       |
| "Tình yêu trả lại trăng sao (Version 2)"                                                          | Lệ Quyên                                                                                             | Lê Dinh | Khúc tình xưa 3 - Đêm tâm sự                                              | 2015 |       |
| "Cho vừa lòng em"                                                                                 | Lệ Quyên                                                                                             | Phan Trần | Khúc tình xưa 3 - Đêm tâm sự                                              | 2015 |       |
| "Xa rồi mùa đông"                                                                                 | Lệ Quyên                                                                                             | Nguyễn Nam | Tình khúc yêu thương                                                      | 2012 |       |
| "Dạ khúc"                                                                                         | Lệ Quyên                                                                                             | Quốc Bảo | Tình khúc yêu thương                                                      | 2012 |       |
| "Biển cạn"                                                                                        | Lệ Quyên                                                                                             | Kim Tuấn | Tình khúc yêu thương                                                      | 2012 |       |
| "Em sẽ nhớ mãi"                                                                                   | Lệ Quyên                                                                                             | Đức Trí | Tình khúc yêu thương                                                      | 2012 |       |
| "Lãng đãng chiều đông Hà Nội (Version 2)"                                                         | Lệ Quyên                                                                                             | Phú Quang & Tạ Quang Chương | Tình khúc yêu thương                                                      | 2012 |       |
| "Con tim tan vỡ"                                                                                  | Lệ Quyên                                                                                             | Kim Tuấn | Tình khúc yêu thương                                                      | 2012 |       |
| "Hoa sữa"                                                                                         | Lệ Quyên                                                                                             | Hồng Đăng | Tình khúc yêu thương                                                      | 2012 |       |
| "Yêu thương mong manh"                                                                            | Lệ Quyên                                                                                             | Đức Trí | Tình khúc yêu thương                                                      | 2012 |       |
| "Bên em là biển rộng"                                                                             | Lệ Quyên                                                                                             | Bảo Chấn | Tình khúc yêu thương                                                      | 2012 |       |
| "Hiu hắt đời nhau"                                                                                | Lệ Quyên                                                                                             | Lê Vũ | Tình khúc yêu thương                                                      | 2012 |       |
| "Chia tay tình đầu"                                                                               | Lệ Quyên                                                                                             | Nguyễn Ngọc Thiện | Tình khúc yêu thương                                                      | 2012 |       |
| "Ánh sáng đời tôi"                                                                                | Lệ Quyên                                                                                             | Minh Châu | Tình khúc yêu thương                                                      | 2012 |       |
| "Bản tình cuối (Version 3)"                                                                       | Lệ Quyên                                                                                             | Ngô Thụy Miên | Dòng thời gian                                                            | 2013 |       |
| "Dấu tình sầu"                                                                                    | Lệ Quyên                                                                                             | Ngô Thụy Miên | Dòng thời gian                                                            | 2013 |       |
| "Mắt biếc"                                                                                        | Lệ Quyên                                                                                             | Ngô Thụy Miên | Dòng thời gian                                                            | 2013 |       |
| "Một mình"                                                                                        | Lệ Quyên                                                                                             | Lam Phương | Dòng thời gian                                                            | 2013 |       |
| "Xóm đêm (Version 2)"                                                                             | Lệ Quyên                                                                                             | Phạm Đình Chương | Dòng thời gian                                                            | 2013 |       |
| "Đêm đông (Version 2)"                                                                            | Lệ Quyên                                                                                             | Nguyễn Văn Thương | Dòng thời gian                                                            | 2013 |       |
| "Thu ca"                                                                                          | Lệ Quyên                                                                                             | Phạm Mạnh Cương | Dòng thời gian                                                            | 2013 |       |
| "Cô đơn"                                                                                          | Lệ Quyên                                                                                             | Nguyễn Ánh 9 | Dòng thời gian                                                            | 2013 |       |
| "Xin còn gọi tên nhau"                                                                            | Lệ Quyên                                                                                             | Trường Sa | Dòng thời gian                                                            | 2013 |       |
| "Niệm khúc cuối (Version 2)"                                                                      | Lệ Quyên                                                                                             | Ngô Thụy Miên | Dòng thời gian                                                            | 2013 |       |
| "Dư âm"                                                                                           | Lệ Quyên                                                                                             | Nguyễn Văn Tý | Dòng thời gian                                                            | 2013 |       |
| "Nửa hồn thương đau"                                                                              | Lệ Quyên                                                                                             | Phạm Đình Chương | Dòng thời gian                                                            | 2013 |       |
| "Bài không tên số 1"                                                                              | Lệ Quyên                                                                                             | Vũ Thành An | Vùng tóc nhớ (10 Bài không tên)                                           | 2014 |       |
| "Bài không tên số 2"                                                                              | Lệ Quyên                                                                                             | Vũ Thành An | Vùng tóc nhớ (10 Bài không tên)                                           | 2014 |       |
| "Bài không tên số 3"                                                                              | Lệ Quyên                                                                                             | Vũ Thành An | Vùng tóc nhớ (10 Bài không tên)                                           | 2014 |       |
| "Bài không tên số 4"                                                                              | Lệ Quyên                                                                                             | Vũ Thành An | Vùng tóc nhớ (10 Bài không tên)                                           | 2014 |       |
| "Bài không tên số 5"                                                                              | Lệ Quyên                                                                                             | Vũ Thành An | Vùng tóc nhớ (10 Bài không tên)                                           | 2014 |       |
| "Bài không tên số 6"                                                                              | Lệ Quyên                                                                                             | Vũ Thành An | Vùng tóc nhớ (10 Bài không tên)                                           | 2014 |       |
| "Bài không tên số 7"                                                                              | Lệ Quyên                                                                                             | Vũ Thành An | Vùng tóc nhớ (10 Bài không tên)                                           | 2014 |       |
| "Bài không tên số 8"                                                                              | Lệ Quyên                                                                                             | Vũ Thành An | Vùng tóc nhớ (10 Bài không tên)                                           | 2014 |       |
| "Bài không tên số 9"                                                                              | Lệ Quyên                                                                                             | Vũ Thành An | Vùng tóc nhớ (10 Bài không tên)                                           | 2014 |       |
| "Bài không tên cuối cùng"                                                                         | Lệ Quyên                                                                                             | Vũ Thành An | Vùng tóc nhớ (10 Bài không tên)                                           | 2014 |       |
| "Bài không tên số 6 (Version 2)"                                                                  | Lệ Quyên                                                                                             | Vũ Thành An | Tình khúc không tên CD1                                                   | 2015 |       |
| "Bài không tên số 9 (Version 2)"                                                                  | Lệ Quyên                                                                                             | Vũ Thành An | Tình khúc không tên CD1                                                   | 2015 |       |
| "Bài không tên số 37 - Rưng rưng lệ"                                                              | Lệ Quyên                                                                                             | Vũ Thành An | Tình khúc không tên CD1                                                   | 2015 |       |
| "Bài không tên số 7 (Version 2)"                                                                  | Lệ Quyên                                                                                             | Vũ Thành An | Tình khúc không tên CD1                                                   | 2015 |       |
| "Bài không tên số 15"                                                                             | Lệ Quyên                                                                                             | Vũ Thành An | Tình khúc không tên CD1                                                   | 2015 |       |
| "Một lần nào cho tôi gặp lại em"                                                                  | Lệ Quyên (hợp tác cùng Hồ Trung Dũng)                                                                | Vũ Thành An | Tình khúc không tên CD1                                                   | 2015 |       |
| "Lời Tình Buồn"                                                                                   | Lệ Quyên (hợp tác cùng nhóm 5 dòng kẻ)                                                               | Vũ Thành An & Thơ: Chu Trầm Nguyên Minh | Tình khúc không tên CD1                                                   | 2015 |       |
| "Anh đến thăm em đêm 30"                                                                          | Lệ Quyên (hợp tác cùng Quang Dũng                                                                    | Vũ Thành An & Thơ: Nguyễn Đình Toàn | Tình khúc không tên CD2                                                   | 2015 |       |
| "Bài không tên số 1 (Version 2)"                                                                  | Lệ Quyên                                                                                             | Vũ Thành An | Tình khúc không tên CD2                                                   | 2015 |       |
| "Bài không tên số 2 (Version 2)"                                                                  | Lệ Quyên                                                                                             | Vũ Thành An | Tình khúc không tên CD2                                                   | 2015 |       |
| "Bài không tên số 3 (Version 2)"                                                                  | Lệ Quyên                                                                                             | Vũ Thành An | Tình khúc không tên CD2                                                   | 2015 |       |
| "Bài không tên số 4 (Version 2)"                                                                  | Lệ Quyên                                                                                             | Vũ Thành An | Tình khúc không tên CD2                                                   | 2015 |       |
| "Bài không tên số 5 (Version 2)"                                                                  | Lệ Quyên                                                                                             | Vũ Thành An | Tình khúc không tên CD2                                                   | 2015 |       |
| "Bài không tên cuối cùng (Version 2)"                                                             | Lệ Quyên (hợp tác cùng Tuấn Ngọc)                                                                    | Vũ Thành An | Tình khúc không tên CD2                                                   | 2015 |       |
| "Đời đá vàng (Bài không tên số 40)"                                                               | Lệ Quyên (hợp tác cùng Tuấn Ngọc)                                                                    | Vũ Thành An | Tình khúc không tên CD2                                                   | 2015 |       |
| "Ngày mai rồi mình cũng già"                                                                      | Lệ Quyên (hợp tác cùng Vũ Thành An, Tuấn Ngọc, Quang Dũng, Hồ Trung Dũng, nhóm 5 dòng kẻ, nhóm Ayor) | Vũ Thành An | Tình khúc không tên CD2                                                   | 2015 |       |
| "Phải chi em biết"                                                                                | Lệ Quyên                                                                                             | Thái Thịnh | Còn trong kỷ niệm                                                         | 2016 |       |
| "Còn trong kỷ niệm"                                                                               | Lệ Quyên                                                                                             | Thái Thịnh | Còn trong kỷ niệm                                                         | 2016 |       |
| "Cố quên đến bao giờ"                                                                             | Lệ Quyên                                                                                             | Thái Thịnh | Còn trong kỷ niệm                                                         | 2016 |       |
| "Duyên phận"                                                                                      | Lệ Quyên                                                                                             | Thái Thịnh | Còn trong kỷ niệm                                                         | 2016 |       |
| "Người quên chốn cũ"                                                                              | Lệ Quyên                                                                                             | Thái Thịnh | Còn trong kỷ niệm                                                         | 2016 |       |
| "Đoạn tuyệt"                                                                                      | Lệ Quyên                                                                                             | Thái Thịnh | Còn trong kỷ niệm                                                         | 2016 |       |
| "Con tim anh đã đổi thay"                                                                         | Lệ Quyên                                                                                             | Thái Thịnh | Còn trong kỷ niệm                                                         | 2016 |       |
| "Chuyện tình đã xưa"                                                                              | Lệ Quyên                                                                                             | Thái Thịnh | Còn trong kỷ niệm                                                         | 2016 |       |
| "Từ biệt một nơi yêu thương"                                                                      | Lệ Quyên                                                                                             | Thái Thịnh | Còn trong kỷ niệm                                                         | 2016 |       |
| "Biển tình"                                                                                       | Lệ Quyên                                                                                             | Lam Phương | Khúc tình xưa 4 - Lệ Quyên & Lam Phương                                   | 2016 |       |
| "Kiếp nghèo"                                                                                      | Lệ Quyên                                                                                             | Lam Phương | Khúc tình xưa 4 - Lệ Quyên & Lam Phương                                   | 2016 |       |
| "Trăm nhớ ngàn thương"                                                                            | Lệ Quyên                                                                                             | Lam Phương | Khúc tình xưa 4 - Lệ Quyên & Lam Phương                                   | 2016 |       |
| "Thành phố buồn"                                                                                  | Lệ Quyên                                                                                             | Lam Phương | Khúc tình xưa 4 - Lệ Quyên & Lam Phương                                   | 2016 |       |
| "Bài tango cho em"                                                                                | Lệ Quyên                                                                                             | Lam Phương | Khúc tình xưa 4 - Lệ Quyên & Lam Phương                                   | 2016 |       |
| "Thu sầu"                                                                                         | Lệ Quyên                                                                                             | Lam Phương | Khúc tình xưa 4 - Lệ Quyên & Lam Phương                                   | 2016 |       |
| "Mưa lệ"                                                                                          | Lệ Quyên                                                                                             | Lam Phương | Khúc tình xưa 4 - Lệ Quyên & Lam Phương                                   | 2016 |       |
| "Phút cuối"                                                                                       | Lệ Quyên                                                                                             | Lam Phương | Khúc tình xưa 4 - Lệ Quyên & Lam Phương                                   | 2016 |       |
| "Cỏ úa"                                                                                           | Lệ Quyên                                                                                             | Lam Phương | Khúc tình xưa 4 - Lệ Quyên & Lam Phương                                   | 2016 |       |
| "Một mình"                                                                                        | Lệ Quyên                                                                                             | Lam Phương | Khúc tình xưa 4 - Lệ Quyên & Lam Phương                                   | 2016 |       |
| "Xin thời gian qua mau"                                                                           | Lệ Quyên                                                                                             | Lam Phương | Khúc tình xưa 4 - Lệ Quyên & Lam Phương                                   | 2016 |       |
| "Tình đẹp như mơ"                                                                                 | Lệ Quyên                                                                                             | Lam Phương | Khúc tình xưa 4 - Lệ Quyên & Lam Phương                                   | 2016 |       |
| "Ướt mi"                                                                                          | Lệ Quyên                                                                                             | Trịnh Công Sơn | Lệ Quyên & Trịnh Công Sơn                                                 | 2018 |       |
| "Diễm xưa"                                                                                        | Lệ Quyên                                                                                             | Trịnh Công Sơn | Lệ Quyên & Trịnh Công Sơn                                                 | 2018 |       |
| "Sóng về đâu"                                                                                     | Lệ Quyên                                                                                             | Trịnh Công Sơn | Lệ Quyên & Trịnh Công Sơn                                                 | 2018 |       |
| "Còn tuổi nào cho em"                                                                             | Lệ Quyên                                                                                             | Trịnh Công Sơn | Lệ Quyên & Trịnh Công Sơn                                                 | 2018 |       |
| "Ru em từng ngón xuân nồng"                                                                       | Lệ Quyên                                                                                             | Trịnh Công Sơn | Lệ Quyên & Trịnh Công Sơn                                                 | 2018 |       |
| "Ru ta ngậm ngùi"                                                                                 | Lệ Quyên                                                                                             | Trịnh Công Sơn | Lệ Quyên & Trịnh Công Sơn                                                 | 2018 |       |
| "Dấu chân địa đàng"                                                                               | Lệ Quyên                                                                                             | Trịnh Công Sơn | Lệ Quyên & Trịnh Công Sơn                                                 | 2018 |       |
| "Biển nhớ"                                                                                        | Lệ Quyên                                                                                             | Trịnh Công Sơn | Lệ Quyên & Trịnh Công Sơn                                                 | 2018 |       |
| "Ru đời đi nhé"                                                                                   | Lệ Quyên                                                                                             | Trịnh Công Sơn | Lệ Quyên & Trịnh Công Sơn                                                 | 2018 |       |
| "Mưa hồng"                                                                                        | Lệ Quyên                                                                                             | Trịnh Công Sơn | Lệ Quyên & Trịnh Công Sơn                                                 | 2018 |       |
| "Phôi pha"                                                                                        | Lệ Quyên                                                                                             | Trịnh Công Sơn | Lệ Quyên & Trịnh Công Sơn                                                 | 2018 |       |
| "Gọi tên bốn mùa"                                                                                 | Lệ Quyên                                                                                             | Trịnh Công Sơn | Lệ Quyên & Trịnh Công Sơn                                                 | 2018 |       |
| "Yêu anh hơn chính em"                                                                            | Lệ Quyên                                                                                             | Nguyễn Hoàng Duy | Yêu anh hơn chính em                                                      | 2018 |       |
| "Không còn nợ nhau"                                                                               | Lệ Quyên                                                                                             | Phúc Trường | Yêu anh hơn chính em                                                      | 2018 |       |
| "Em vẫn biết"                                                                                     | Lệ Quyên                                                                                             | Hoài Loan | Yêu anh hơn chính em                                                      | 2018 |       |
| "LK Sầu lẻ bóng & Ai khổ vì ai (Version 3)"                                                       | Lệ Quyên                                                                                             | Anh Bằng & Thương Linh | Trả lại thời gian DVD1                                                    | 2011 |       |
| "Sầu tím thiệp hồng"                                                                              | Lệ Quyên (hợp tác cùng Quang Lê)                                                                     | Minh Kỳ & Hoài Linh | Trả lại thời gian DVD1                                                    | 2011 |       |
| "Trả lại thời gian"                                                                               | Lệ Quyên (hợp tác cùng Hương Lan)                                                                    | Thanh Sơn | Trả lại thời gian DVD1                                                    | 2011 |       |
| "Người yêu dấu ơi (Tình là giấc mơ)"                                                              | Lệ Quyên                                                                                             | Nhạc Nhật, Lời Việt: Khúc Lan | Trả lại thời gian DVD2                                                    | 2011 |       |
| "Bản tình cuối (Version 2)"                                                                       | Lệ Quyên (hợp tác cùng Quang Dũng)                                                                   | Ngô Thụy Miên | Trả lại thời gian DVD2                                                    | 2011 |       |
| "Bài thánh ca buồn                                                                                | Lệ Quyên (hợp tác cùng Đàm Vĩnh Hưng)                                                                | Nguyễn Vũ | Trả lại thời gian DVD2                                                    | 2011 |       |
| "Hà Nội mùa vắng những cơn mưa                                                                    | Lệ Quyên                                                                                             | Nhạc: Trương Quý Hải, Lời: Bùi Thanh Tuấn | Trả lại thời gian DVD2                                                    | 2011 |       |
| "Không giờ rồi (Version 2)"                                                                       | Lệ Quyên                                                                                             | Vinh Sử | Trả lại thời gian DVD2                                                    | 2011 |       |
| "Tình đẹp như mơ"                                                                                 | Lệ Quyên                                                                                             | Lam Phương | Trả lại thời gian DVD2                                                    | 2011 |       |
| "Biển cạn (Version 2)"                                                                            | Lệ Quyên (hợp tác cùng Uyên Linh)                                                                    | Kim Tuấn | Tình khúc yêu thương DVD1                                                 | 2012 |       |
| "Dạ khúc (Version 2)"                                                                             | Lệ Quyên (hợp tác cùng Hiền Thục)                                                                    | Quốc Bảo | Tình khúc yêu thương DVD1                                                 | 2012 |       |
| "Ánh sáng đời tôi (Version 2)"                                                                    | Lệ Quyên (hợp tác cùng Thu Minh)                                                                     | Minh Châu | Tình khúc yêu thương DVD1                                                 | 2012 |       |
| "Yêu thương mong manh (Version 2)"                                                                | Lệ Quyên (hợp tác cùng Hồ Ngọc Hà)                                                                   | Đức Trí | Tình khúc yêu thương DVD2                                                 | 2012 |       |
| "Một mình"                                                                                        | Lệ Quyên (hợp tác cùng Thu Minh, Hiền Thục, Hồ Ngọc Hà, Uyên Linh)                                   | Thanh Tùng | Tình khúc yêu thương DVD2                                                 | 2012 |       |
| "Mái đình làng biển"                                                                              | Lệ Quyên                                                                                             | Nguyễn Cường | Tình khúc yêu thương DVD2                                                 | 2012 |       |
| "Đường tình đôi ngả"                                                                              | Lệ Quyên (hợp tác cùng Hữu Châu)                                                                     | Lê Văn Thiện | Tình khúc yêu thương DVD2                                                 | 2012 |       |
| "LK Giấc mơ có thật & Hãy trả lời em & Thôi đừng chiêm bao"                                       | Lệ Quyên                                                                                             | Tường Văn & Tuấn Nghĩa | Tình khúc yêu thương DVD2                                                 | 2012 |       |
| "Sa mạc tình yêu (Version 2)"                                                                     | Lệ Quyên                                                                                             | Nhạc Nhật, Lời Việt: Khúc Lan | Tình khúc yêu thương DVD2                                                 | 2012 |       |
| "Hãy trả lời em (Version 2)"                                                                      | Lệ Quyên (hợp tác cùng Dương Triệu Vũ)                                                               | Kim Tuấn | Q Show DVD1                                                               | 2014 |       |
| "LK Trên đỉnh Phù Vân & Chiều Phủ Tây Hồ & Đêm ả đào"                                             | Lệ Quyên                                                                                             | Phó Đức Phương & Phú Quang | Q Show DVD1                                                               | 2014 |       |
| "LK Hà Nội mùa vắng những cơn mưa & Lãng đãng chiều Hà Nội & Em ơi Hà Nội phố & Nỗi nhớ mùa đông" | Lệ Quyên                                                                                             | Nhạc: Trương Quý Hải, Lời: Bùi Thanh Tuấn - Nhạc: Phú Quang, Lời: Tạ Quang Chương - Nhạc: Phú Quang, Lời: Phan Vũ - Nhạc: Phú Quang, Lời: Thảo Phương | Q Show DVD1                                                               | 2014 |       |
| "LK Sầu lẻ bóng & Ai khổ vì ai (Version 2)                                                        | Lệ Quyên                                                                                             | Anh Bằng & Thương Linh | Q Show DVD2                                                               | 2014 |       |
| "Nhớ người yêu"                                                                                   | Lệ Quyên (hợp tác cùng Quang Lê)                                                                     | Hoàng Hoa & Thảo Trang | Q Show DVD2                                                               | 2014 |       |
| "Nhật ký đời tôi (Version 2)"                                                                     | Lệ Quyên (hợp tác cùng Đàm Vĩnh Hưng)                                                                | Thanh Sơn | Q Show DVD2                                                               | 2014 |       |
| "Tình yêu trả lại trăng sao"                                                                      | Lệ Quyên (hợp tác cùng Đàm Vĩnh Hưng)                                                                | Lê Dinh | Q Show DVD2                                                               | 2014 |       |
| "LK Bản tình cuối & Dấu tình cuối & Xin còn gọi tên nhau"                                         | Lệ Quyên                                                                                             | Ngô Thụy Miên & Trường Sa | Q Show DVD3                                                               | 2014 |       |
| "Mùa thu cho em"                                                                                  | Lệ Quyên (hợp tác cùng Quang Dũng)                                                                   | Ngô Thụy Miên | Q Show DVD3                                                               | 2014 |       |
| "LK Để nhớ một thời ta đã yêu & Nếu em được chọn lựa"                                             | Lệ Quyên                                                                                             | Thái Thịnh | Q Show DVD3                                                               | 2014 |       |
| "Hãy trả lời em (Version 3)"                                                                      | Lệ Quyên (hợp tác cùng Đàm Vĩnh Hưng, Quang Dũng, Tuấn Hưng, Quang Lê, Dương Triệu Vũ)               | Tuấn Nghĩa | Q Show DVD3                                                               | 2014 |       |
| "Lâu đài tình ái"                                                                                 | Lệ Quyên (hợp tác cùng Lê Hiếu)                                                                      | Trần Thiện Thanh | Vũ Thành An & Những bản tình ca                                           | 2014 |       |
| "Xin còn gọi tên nhau"                                                                            | Lệ Quyên (hợp tác cùng Hồ Trung Dũng)                                                                | Trường Sa | Vũ Thành An & Những bản tình ca                                           | 2014 |       |
| "LK Con đường xưa em đi & Đừng nói xa nhau"                                                       | Lệ Quyên                                                                                             | Châu Kỳ & Hồ Đình Phương | Vũ Thành An & Những bản tình ca                                           | 2014 |       |
| "Như đã dấu yêu"                                                                                  | Lệ Quyên (hợp tác cùng Đàm Vĩnh Hưng)                                                                | Vinh Sử | Người tình DVD2                                                           | 2009 |       |
| "Sa mạc tình yêu"                                                                                 | Lệ Quyên (hợp tác cùng Đàm Vĩnh Hưng)                                                                | Vinh Sử | Người tình DVD2                                                           | 2009 |       |
| "Phố vắng em rồi"                                                                                 | Lệ Quyên (hợp tác cùng Dương Ngọc Thái)                                                              | Vinh Sử | Một thoáng quê hương 5                                                    | 2015 |       |
| "Nối lại tình xưa"                                                                                | Lệ Quyên                                                                                             | Vinh Sử | Hai bàn tay trắng                                                         | 2015 |       |
| "Gõ cửa trái tim"                                                                                 | Lệ Quyên                                                                                             | Vinh Sử | Hai bàn tay trắng                                                         | 2015 |       |
| "Để nhớ một thời ta đã yêu (Version 2)"                                                           | Lệ Quyên (hợp tác cùng Bằng Kiều)                                                                    | Thái Thịnh | Đêm tình nhân 2                                                           | 2015 |       |
| "Lâu đài tình ái (Version 2)"                                                                     | Lệ Quyên (hợp tác cùng Bằng Kiều)                                                                    | Trần Thiện Thanh | Đêm tình nhân 2                                                           | 2015 |       |
| "Xóm đêm"                                                                                         | Lệ Quyên                                                                                             | Phạm Đình Chương | Mắt biếc hợp tác với Tùng Dương & Tuấn Hiệp                               | 2006 |       |
| "Bản tình cuối"                                                                                   | Lệ Quyên (hợp tác cùng Tuấn Hiệp)                                                                    | Ngô Thụy Miên | Mắt biếc hợp tác với Tùng Dương & Tuấn Hiệp                               | 2006 |       |
| "Đêm đông"                                                                                        | Lệ Quyên                                                                                             | Nguyễn Văn Thương | Mắt biếc hợp tác với Tùng Dương & Tuấn Hiệp                               | 2006 |       |
| "Chiếc lá cuối cùng"                                                                              | Lệ Quyên                                                                                             | Tuấn Khanh | Mắt biếc hợp tác với Tùng Dương & Tuấn Hiệp                               | 2006 |       |
| "Đừng hỏi vì sao"                                                                                 | Lệ Quyên                                                                                             | Nguyễn Nhất Huy | Lời ăn năn muộn màng - Trái tim buồn hợp tác với Hoàng Thiên Long         | 2006 |       |
| "Bản tình ca cô đơn"                                                                              | Lệ Quyên                                                                                             | Trường Huy | Lời ăn năn muộn màng - Trái tim buồn hợp tác với Hoàng Thiên Long         | 2006 |       |
| "Chia tay người ơi"                                                                               | Lệ Quyên (hợp tác cùng Hoàng Thiên Long)                                                             | Hoài An | Lời ăn năn muộn màng - Trái tim buồn hợp tác với Hoàng Thiên Long         | 2006 |       |
| "Hát cho một cuộc tình"                                                                           | Lệ Quyên                                                                                             | Lê Quang | Lời ăn năn muộn màng - Trái tim buồn hợp tác với Hoàng Thiên Long         | 2006 |       |
| "Xin dìu nhau đến tình yêu"                                                                       | Lệ Quyên (hợp tác cùng Hoàng Thiên Long)                                                             | Đỗ Kim Bảng | Lời ăn năn muộn màng - Trái tim buồn hợp tác với Hoàng Thiên Long         | 2006 |       |
| "Niệm khúc cuối"                                                                                  | Lệ Quyên                                                                                             | Ngô Thụy Miên | Mắt biếc hợp tác với Nguyên Thảo & Xuân Phú                               | 2007 |       |
| "Một thoáng hương tình"                                                                           | Lệ Quyên                                                                                             | Hoài An | Mắt biếc hợp tác với Nguyên Thảo & Xuân Phú                               | 2007 |       |
| "Như giấc chiêm bao"                                                                              | Lệ Quyên (hợp tác cùng Tuấn Hưng)                                                                    | Tường Văn | Như giấc chiêm bao hợp tác với Tuấn Hưng                                  | 2008 |       |
| "Đắng cay"                                                                                        | Lệ Quyên                                                                                             | Lương Bằng Vinh | Như giấc chiêm bao hợp tác với Tuấn Hưng                                  | 2008 |       |
| "Nơi thời gian ngừng lại"                                                                         | Lệ Quyên (hợp tác cùng Tuấn Hưng)                                                                    | Tường Văn | Như giấc chiêm bao hợp tác với Tuấn Hưng                                  | 2008 |       |
| "Đêm cô đơn"                                                                                      | Lệ Quyên (hợp tác cùng Tuấn Hưng)                                                                    | Trung Kiên | Như giấc chiêm bao hợp tác với Tuấn Hưng                                  | 2008 |       |
| "Yêu thương lỡ làng"                                                                              | Lệ Quyên                                                                                             | Trương Lê Sơn | Như giấc chiêm bao hợp tác với Tuấn Hưng                                  | 2008 |       |
| "Thêm một lần yêu thương"                                                                         | Lệ Quyên                                                                                             | Trương Lê Sơn | Như giấc chiêm bao hợp tác với Tuấn Hưng                                  | 2008 |       |
| "Hạnh phúc"                                                                                       | Lệ Quyên (hợp tác cùng Tuấn Hưng)                                                                    | Tường Văn | Như giấc chiêm bao hợp tác với Tuấn Hưng                                  | 2008 |       |
| "Lãng đãng chiều đông Hà Nội"                                                                     | Lệ Quyên                                                                                             | Phú Quang & Tạ Quang Chương | Phố cũ của tôi hợp tác với Hồng Nhung, Mỹ Linh, Hồ Ngọc Hà, 5 dòng kẻ,... | 2005 |       |
| "Như mùa thu qua"                                                                                 | Lệ Quyên (hợp tác cùng Lam Trường)                                                                   | Nguyễn Hải Phong | Chuyện hôm qua hợp tác với Lam Trường                                     | 2008 |       |
| "Vì anh đánh mất"                                                                                 | Lệ Quyên (hợp tác cùng Hồ Ngọc Hà)                                                                   | Hà Quang Minh | Khi ta đã yêu hợp tác với Hồ Ngọc Hà                                      | 2007 |       |
| "Tình cũ đã qua"                                                                                  | Lệ Quyên (hợp tác cùng Đăng Khôi)                                                                    | Bùi Anh Dũng | Từ Bắc...chí Nam hợp tác với Đăng Khôi                                    | 2007 |       |
| "Tình yêu thần thoại"                                                                             | Lệ Quyên (hợp tác cùng Đan Trường)                                                                   | Nhạc ngoại, lời Việt: Nguyễn Ngọc Thiện | Thập nhị mỹ nhân hợp tác với Đan Trường                                   | 2007 |       |
| "Giờ thì anh đã biết"                                                                             | Lệ Quyên (hợp tác cùng Nguyễn Hoàng Nam)                                                             | Thái Thịnh | Hãy quên anh hợp tác với Nguyễn Hoàng Nam                                 | 2010 |       |
| "Con đường màu xanh"                                                                              | Lệ Quyên (hợp tác cùng Lê Hiếu)                                                                      | Trịnh Nam Sơn | Con đường màu xanh hợp tác với Lê Hiếu                                    | 2010 |       |
| "Tình đời (Version 2)"                                                                            | Lệ Quyên (hợp tác cùng Đàm Vĩnh Hưng)                                                                | Minh Kỳ | Dạ khúc cho tình nhân 5 - Xót xa hợp tác với Đàm Vĩnh Hưng                | 2011 |       |
| "Căn phòng"                                                                                       | Lệ Quyên (hợp tác cùng Dương Triệu Vũ)                                                               | Bảo Lê | Căn phòng hợp tác với Dương Triệu Vũ                                      | 2011 |       |
| "Sầu tím thiệp hồng (Version 2)"                                                                  | Lệ Quyên (hợp tác cùng Quang Lê)                                                                     | Minh Kỳ & Hoài Linh | Không phải tại chúng mình hợp tác với Quang Lê                            | 2012 |       |
| "Không giờ rồi (Version 3)"                                                                       | Lệ Quyên (hợp tác cùng Quang Lê)                                                                     | Vinh Sử | Không phải tại chúng mình hợp tác với Quang Lê                            | 2012 |       |
| "Xin thời gian qua mau"                                                                           | Lệ Quyên (hợp tác cùng Dương Triệu Vũ)                                                               | Lam Phương | Phố vắng em rồi (Nhạc tình muôn thuở) hợp tác với Dương Triệu Vũ          | 2013 |       |
| "Về đâu mái tóc người thương"                                                                     | Lệ Quyên (hợp tác cùng Nguyễn Hoàng Nam)                                                             | Hoài Linh | Về đâu mái tóc người thương hợp tác với Nguyễn Hoàng Nam                  | 2015 |       |
| "Một lần nào cho tôi gặp lại em (Version 2)"                                                      | Lệ Quyên (hợp tác cùng Hồ Trung Dũng)                                                                | Vũ Thành An | Một lần nào cho tôi gặp lại em hợp tác với Hồ Trung Dũng                  | 2015 |       |
| "Hiu hắt đời nhau (Version 2)"                                                                    | Lệ Quyên (hợp tác cùng Hoàng Hiệp)                                                                   | Lê Vũ | Hiu hắt đời nhau hợp tác với Hoàng Hiệp                                   | 2016 |       |
| "Cỏ úa (Version 2)"                                                                               | Lệ Quyên (hợp tác cùng Hoàng Hiệp)                                                                   | Lam Phương | Hiu hát đời nhau hợp tác với Hoàng Hiệp                                   | 2016 |       |